# Премьер-лига Крымского футбольного союза
Премьер-лига Крымского футбольного союза — профессиональный футбольный турнир в Крыму. Основан в 2015 году после аннексии Крыма Россией. Организатором выступает Крымский футбольный союз (КФС), который не является членом УЕФА и ФИФА.
Турнир проводится по системе «весна-осень». Действующим победителем является симферопольская «Таврия», завоевавшая свой четвёртый титул в сезоне 2024 года Чемпион Премьер-лиги получает право выступить в матче за Суперкубок КФС с обладателем Кубка КФС.
Команда, занявшая последнее место в Премьер-лиге, выбывает в Открытый чемпионат Крыма среди любительских команд, а победитель чемпионата среди любительских команд выходит в Премьер-лигу. Команда, ставшая седьмой в ПЛ, играет стыковые матчи против серебряного призёра любительского чемпионата.

## История

### Создание Премьер-лиги КФС
До 2014 года на территории полуострова разыгрывался чемпионат Крыма, имевший статус любительского и проводившийся под эгидой Республиканской федерации футбола Крыма. Профессиональные команды Крыма в разное время выступали во всех трёх лигах украинского футбола. По состоянию на сезон 2013/14 симферопольская «Таврия» и «Севастополь» были участниками Премьер-лиги, а армянский «Титан» — Первой лиги.
После аннексии Крыма Россией встал вопрос о включении крымского футбола под эгиду Российского футбольного союза. Летом 2014 года крымские команды СКЧФ (Севастополь), «Жемчужина» (Ялта) и ТСК (Симферополь) были допущены для участия во Втором дивизионе России 2014/15. Участие крымских клубов в российской футбольной пирамиде вызвало протест Федерации футбола Украины. УЕФА в ответ на это 22 августа 2014 года приняло решение о непризнании любых матчей крымских клубов, сыгранных под эгидой РФС. Постановлением от 4 декабря 2014 года исполнительный комитет УЕФА запретил клубам из Крыма выступать в турнирах РФС, а самой организации было запрещено заниматься организацией футбола на территории полуострова. На основании решения вышестоящей европейской футбольной организации исполком РФС и ПФЛ исключили крымские команды из числа своих членов и прекратили их участие во втором дивизионе России с аннулированием всех результатов.

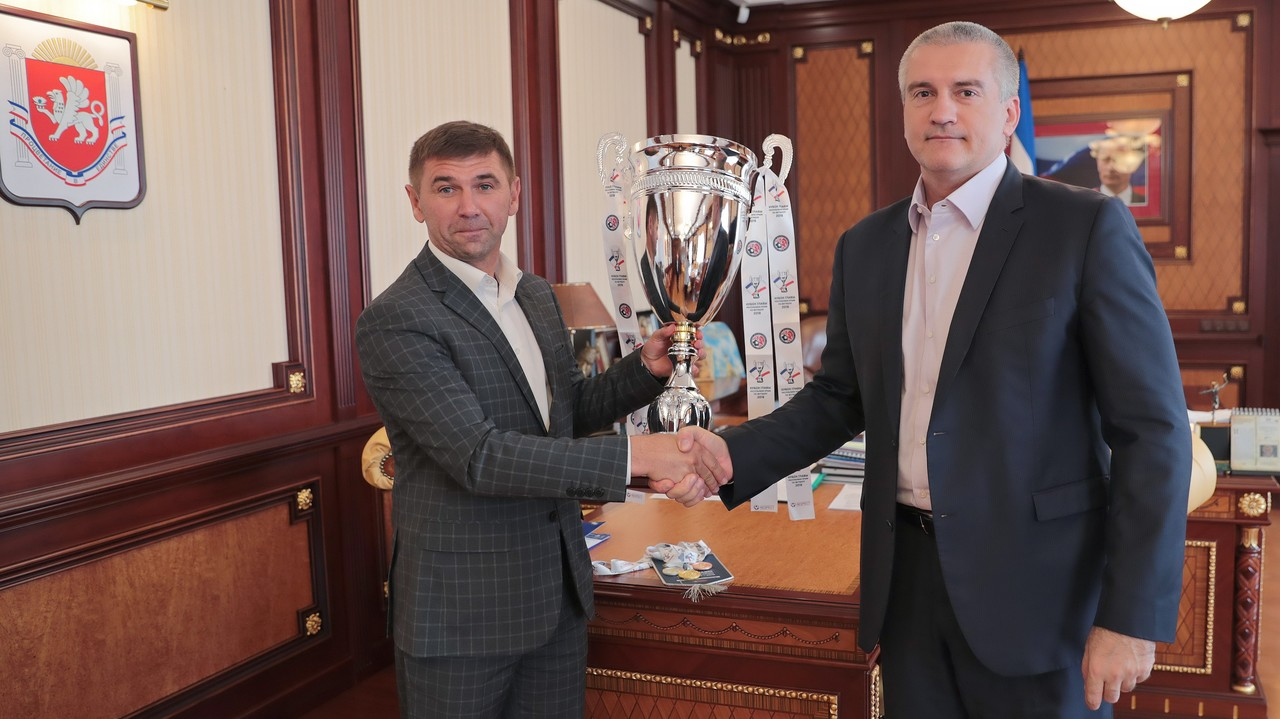
Президент КФС Юрий Ветоха и глава Крыма Сергей Аксёнов

Для продолжения развития футбола на полуострове УЕФА создало на полуострове «специальную зону», находящеюся в координации с УЕФА. С целью становления профессионального футбола в Крыму было предложило проводить чемпионат среди профессиональных клубов. Специально для решения различных вопросов в Крым была направлена делегация УЕФА во главе с бывшим президентом Словацкого футбольного союза Франтишеком Лауринцом. Для организации турнира 7 июля 2015 года был создан Крымский футбольный союз (КФС), учредителями которого выступили Республиканская федерация футбола Крыма и Федерация футбола Севастополя. Первым президентом КФС стал Юрий Ветоха, ранее работавший в структурах «Норильского никеля»; он руководил КФС до 2021 года.
Отдельный статус Крыма в рамках УЕФА заключался даже в том, что по его условиям перед матчами крымского чемпионата гимн России исполняться не будет.
Новый чемпионат должен был стартовать в августе 2015 года. Для определения его участников был проведён Всекрымский турнир, призванный заполнить полугодичную паузу в крымском футболе, а также стать подготовительным этапом перед стартом Премьер-лиги Крымского футбольного союза сезона 2015/16. До участия в турнире были допущены 20 команд, сумевших заплатить взнос в размере 25 тысяч рублей, которые были разделены на две группы. Всекрымский турнир завершился 28 июня 2015 года финальным матчем между победителем двух групп СКЧФ и «Гвардеецем» (6:2). По итогам турнира было отобрано 8 команд из разных городов полуострова для участия в Премьер-лиге. Для остальных любительских команд был создан Открытый чемпионат Крыма, ставшим вторым дивизионом на полуострове.

### Первый сезон

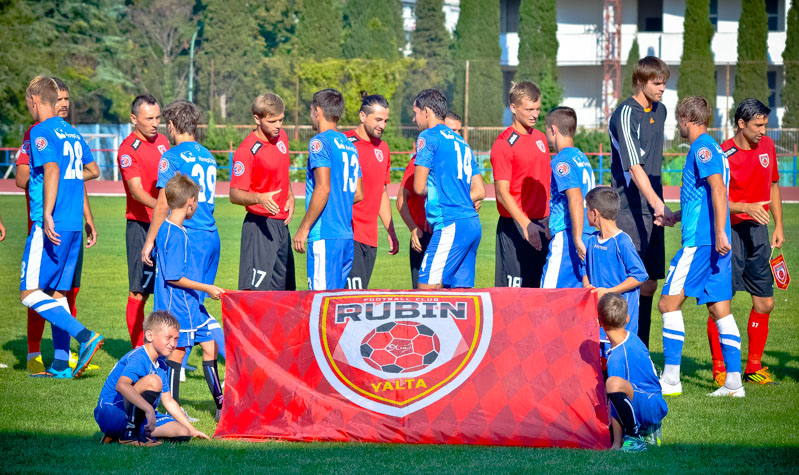
Начало матча между СКЧФ и «Рубином», 2015 год

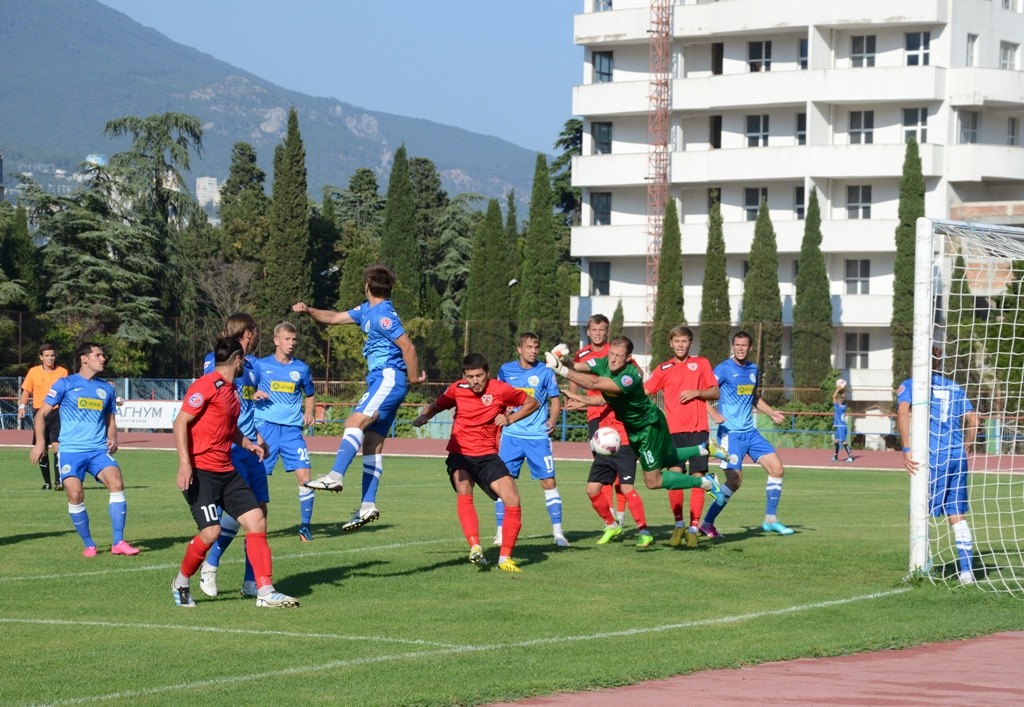
Матч между СКЧФ и «Рубином», 2015 год

Участниками первого сезона Премьер-лиги КФС стали команды ТСК-Таврия (Симферополь), СКЧФ (Севастополь), «Беркут» (Армянск), «Рубин» (Ялта), «Океан» (Керчь), «Кафа» (Феодосия), «Евпатория» и «Бахчисарай». Симферопольский клуб при этом ставил своей задачей выступать под названием «Таврия», однако не получив разрешения от УЕФА продолжило выступления с аббревиатурой из трёх букв (Таврия. Симферополь. Крым). 
Команды СКЧФ и ТСК имели относительно независимое финансирование, в то время, как остальные 6 команд поддерживались Министерством спорта России. Ещё до старта турнира глава Минспорта России Виталий Мутко обратился с предложением к правительству России просьбой выделить КФС субсидию в размере 100 млн рублей. Глава Крыма Сергей Аксёнов анонсировал при этом, что инвесторы вложат в содержание крымских клубов 150 миллионов рублей. По словам Юрия Ветохи, для проведения чемпионата и кубка КФС был необходим бюджет в размере 200—300 млн рублей. Также Крымский футбольный союз столкнулся с тем, что не нашёл титульного спонсора, а крупные компании не начинали работу на полуострове из-за международных санкций.
Официальными мячами турнира были выбраны изделия немецкой компании Puma. Первый матч турнира состоялся 22 августа 2015 года в Севастополе на стадионе СКС между местным СКЧФ и симферопольским ТСК. Трансляцию поединка болельщики могли наблюдатель в эфире телеканала «Первый крымский». Автором первого гола в истории крымской премьер-лиги стал нападающий севастопольцев Евгений Прокопенко, а сам поединок завершился ничьей со счётом 2:2.
В матче против керченского «Океана» игрок ТСК Валерий Басиев установил рекорд турнира, заработав удаление за 4 минуты игры. Отыграв половину сезона, лидером Премьер-лиги являлась ТСК (33 очка). Отставая на 7 очков, второе место занимал СКЧФ, а на третьей позиции финишировал ялтинский «Рубин» (25 очков). По ходу сезона ТСК тренировали два разных Сергея Шевченко. Встав у руля команды в начале сезона, Сергей Васильевич Шевченко в феврале 2016 года принял предложение «Сахалина» из третьего по рангу дивизиона российского футбола, а сменил его Сергей Яковлевич Шевченко, ранее работавший в клубе спортивным директором.
Доиграть до конца турнира не смог армянский «Беркут», которого исключили из Премьер-лиги в мае 2016 года за неявку на два матча, а в оставшихся играх клубу было засчитано техническое поражение. В схожей ситуации был «Бахчисарай», покровительство которому оказывал глава городской администрации Бахчисарая Владимир Верховод. После возбуждения против него уголовного дела о коррупции у клуба возникли финансовые трудности. Верховода в частности обвинили в расхищении бюджетных средств через футбольный клуб «Бахчисарай». 20 марта матч между «Евпаторией» и «Бахчисараем» был аннулирован, бахчисарайцам было засчитано техническое поражения из-за присутствия на поле лишь 7 игроков. После этого команда не явилась на игру против «Океана» в знак протеста против невыплаты заработной платы.
Первый чемпионский титул в Премьер-лиги в итоге завоевал ТСК, а лучшим бомбардиром с 15 забитыми голами стал Никита Коляев, пришедший в столичный клуб в середине сезона из «Океана». Торжественная церемония чествования футболистов состоялась в День России на площади Ленина в Симферополе. Игроки получили золотые медали и кубок.

### С 2016 по 2019
Новым участником Премьер-лиги в сезоне 2016/17 стала «Крымтеплица» из Молодёжного. Бахчисарайская команда продолжила выступление при поддержки Крымского федерального университета имени В. И. Вернадского и играла под названием «Бахчисарай-КФУ». Сезон «студенты» завершила на последнем месте, пропустив в общей сложности 94 гола за 28 игр и проиграв под конец два матча со счётом 0:8. Интрига в во втором сезоне сохранялась до предпоследнего тура. Борьбу за золотые медали выиграл «Севастополь», годовой бюджет которого составлял около 60 миллионов рублей, набравший на одно очко больше, чем «Крымтеплица». Чествование победителей прошло на севастопольской площади Нахимова.

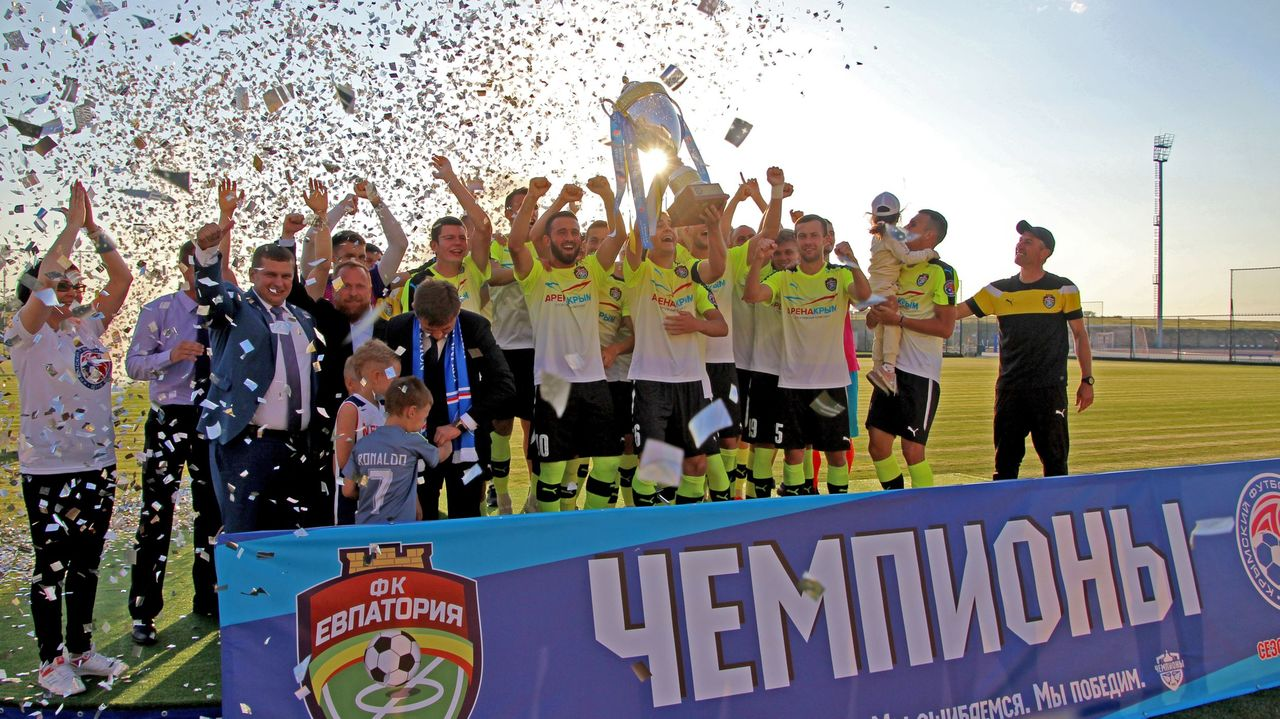
Футболисты «Евпатории» празднуют победу в сезоне 2017/18

От участия в сезоне 2017/18 отказались «Гвардеец» и «Источное», поэтому место в высшем дивизионе Крыма досталось ялтинскому «Кызылташу», который перед началом турнира стал выступать в Бахчисарае. За два тура до окончания сезона чемпионство себе обеспечила «Евпатория».
Накануне старта четвёртого сезона дебютант турнира «Гвардеец» сменил прописку с Гвардейского на Скворцово. Вторым новичком стал «Инкомспорт», получивший путёвку в Премьер-лигу по итогам стыковых игр против «Кафы». В марте 2019 года арбитр Анатолий Жабченко, ранее работавший на международных матчах ФИФА, объявил, что прекращает сотрудничество с КФС из-за давления, обвинив руководство Премьер-лиги в том, что оно лоббирует интересы ТСК-Таврия. Чемпионом в последнем туре сезона 2018/19 во второй раз стал «Севастополь», а серебряные награды завоевала «ТСК-Таврия».

### С 2019 по 2022
Вернуться в Премьер-лигу КФС в сезоне 2019/20 удалось клуб «Фаворит-ВД-Кафа». Из-за пандемии COVID-19 турнир был остановлен 19 марта 2020 года и возобновился спустя четыре месяца. Для посещения стадиона в это время разрешалось присутствие лишь 10 % от вместимости спортивных сооружений. За пять туров до окончания сезона победителем стала «Евпатория».

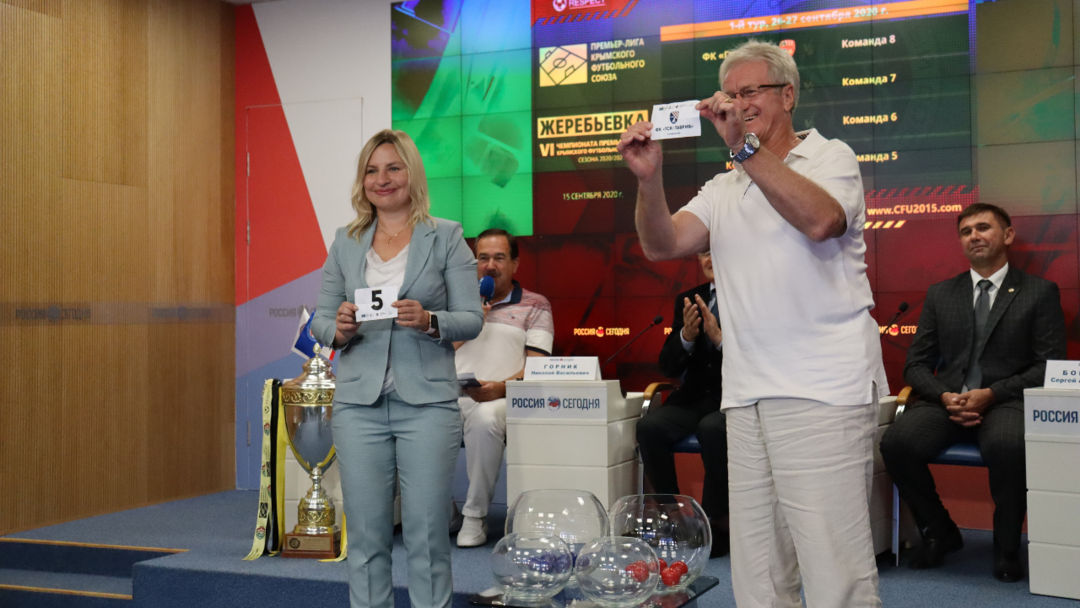
Жеребьевка матчей первого тура Премьер-лиги КФС сезона 2020/21

Новым участником сезона 2020/21 стал «Гвардеец», заменивший вылетевший «Инкомспорт». Матч 18-го тура между «Океаном» и «Таврией» не был доигран, став первым подобным прецедентом истории лиги. На 80-й минуте с поля ушла керченская команда. При счёте 1:1 судья Роман Довбня назначил пенальти в ворота «Океана». Владимир Мельниченко справился с ударом, но помощник судьи Анатолия Дорошенко просигнализировал, что вратарь вышел с линии ворот. В результате был назначен повторный удар. Главный тренер «Океана» Сергей Есин пытался переубедить судей, но получил удаление с поля. В знак протеста вслед за ним ушла и вся команда. В итоге «Океану» было засчитано техническое поражение и штраф в размере 50 тысяч рублей.
Чемпионом сезона 2020/21 стал «Севастополь», а «Гвардеец» стал вторым. После окончания турнира из-за проблем с финансированием с Премьер-лиги снялась «Крымтеплица», финишировавшая на четвёртом месте. Заменил выбывших «тепличников» «Фаворит-ВД Кафа», который занял последнее место в Премьер-лиги по итогам сезона, а в новом сезоне переехал в Алушту и получил название «Алустон-ЮБК».
По итогам сезона 2021/22 чемпионский титул завоевал «ТСК-Таврия», ближайшим преследователем которого в течение турнира был «Севастополь». Не доиграл до конца чемпионата «Гвардеец», который исключили за неявку на матч 23 тура в мае 2022 года. Одной из причин стало недовольство судейством. В июле 2022 года объявила о снятии с турнира «Евпатория».

### Реформа турнира

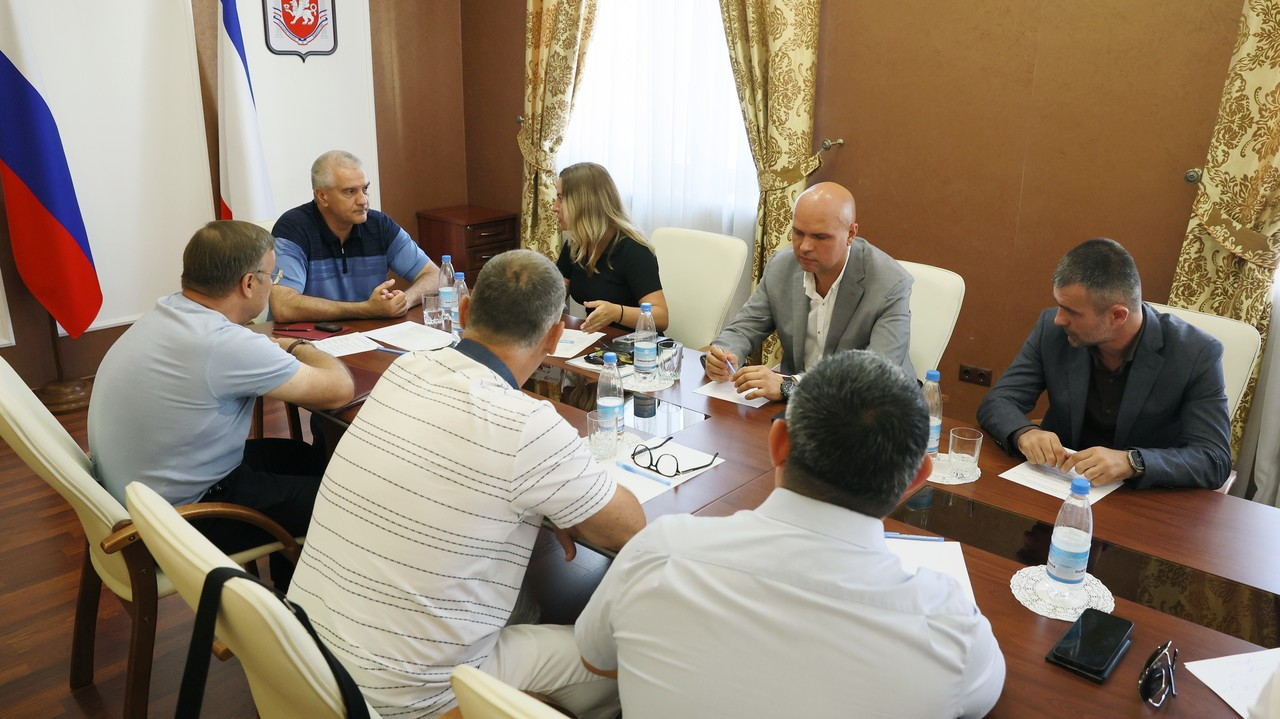
Встреча главы Крыма Сергея Аксёнова с руководителями футбольных клубов полуострова, 2023 год

Летом 2022 года стало известно, что турнир в дальнейшем будет проходить по схеме «весна-осень». Сезон 2022 года проходил в два круга с августа по ноябрь. В турнире в статусе победителя открытого чемпионата Крыма должна была выступить «Орбита» из Красногвардейского, однако накануне старта нового сезона её место заняла новосозданная «Ялта», а «Орбита» стала её фарм-клубом и продолжила выступления в низшей лиге. Место выбывшей «Евпатории» досталось «Спарте-КТ» (Молодёжное), ранее принимавшая участие в переходных играх. Чемпионом за три тура до окончания сезона стал «Севастополь».
Дебютантом сезона 2023 года стал севастопольский «Черноморец». После первых двух кругов чемпионат покинули «Севастополь» и «Рубин», которые были приняты в пирамиду российского футбола, став участниками любительского дивизиона «Б» Второй лиги России. Дивизион был специально сформирован таким образом, чтобы УЕФА не имело претензий к нему из-за отсутствия профессионального статуса и возможного исключения РФС из УЕФА. Возможность выйти из Премьер-лиги также имела «ТСК-Таврия» и «Океан», однако клубы в итоге приняли решение остаться играть в Крыму. Президент «Океана» Олег Криштал мотивировал отказ от перехода во Второй дивизион России тем, что это такая же любительская лига как и на полуострове, без возможности выйти крымским клубам выйти в ФНЛ по политическим соображениям, но с большими расходами на поездки по российским регионам. В августе 2023 года глава Крыма Сергей Аксенов сообщил, что для проведение турнира из регионального бюджета будет выделено 50 миллионов рублей.
Оставшиеся два круга сезона 2023 года доигрывали шесть команд. За четыре тура до окончания чемпионом стала «Таврия». Занявший по итогам турнира четвёртое место «Черноморец» принял решение в следующем сезоне выступать в следующем сезоне в Лиге Содружества. На 2024 год в Федеральном бюджете России была предусмотрена субсидия для Крымского футбольного союза в размере 66 миллионов рублей.

## Особенности и проблемы

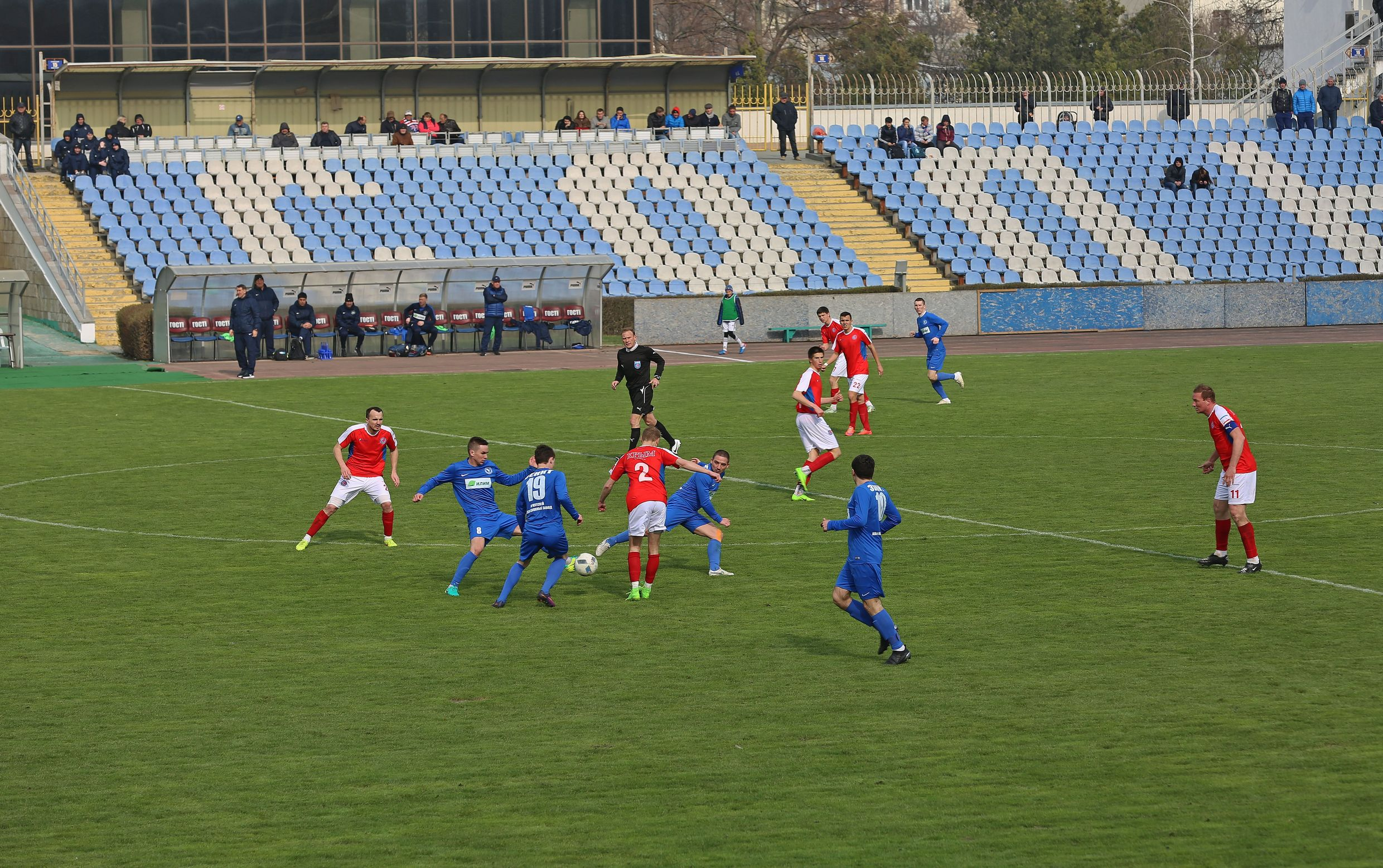
Пустые трибуны — привычная картина на матчах Премьер-лиги Крыма

Несмотря на формальное признание Крымского футбольного союза «отдельной зоной» в УЕФА, европейская футбольная организация не принимает никакого участия в поддержке футбола на полуострове. Чемпион и призёры Премьер-лиги Крыма не имеют права выступать в еврокубках. Лоббированием вступления КФС в УЕФА занимались как крымские футбольные функционеры, так и российские, апеллирую к примерам Гибралтара, Фарерских островов или Уэльса, которые не являются суверенными государствами, но имеют полноправное членство в УЕФА.
В Премьер-лиге КФС отсутствует лимит на легионеров, а участники не считаются ни россиянами, ни украинцами. Поскольку КФС не является членом ФИФА и УЕФА, то в местный футбол не подключен к Transfer Matching System — международной системе, регистрирующей переходы футболистов между клубами. В связи с этим футболисты заключают с клубами трудовые соглашения и могут уйти в любой момент без компенсации, что сказывается на возможности клубов вести бизнес.
В основном клубы Премьер-лиги содержаться за счёт российского бюджета. Зарплаты футболистов в Крыму составляли в среднем около 20-50 тысяч рублей в месяц, плюс премиальные за победу, которые могут доходить до 30 тысяч рублей. По словам пресс-атташе «Фаворит-ВД-Кафа» Александра Глущенко, базовая ставка футболиста составляла 30 тысяч, однако при этом лидер феодосийской команды Александр Козлов получал до 170 тысяч рублей. В связи с низкой оплатой футболисты могут иметь дополнительную работу. Директор «Таврии» Александра Гайдаша приводил в пример молодого футболиста, который предпочёл работу официантом в Алуште вместо продолжения выступлений за клуб, где платили меньше. В команду «Кафа» из Феодосии главный тренер Анатолий Скворцов, исходя из сложной финансовой обстановки клуба, набирал «исключительно неженатых ребят, которые согласны были терпеть, а не устраивать революции через интернет после первой задержки зарплаты».

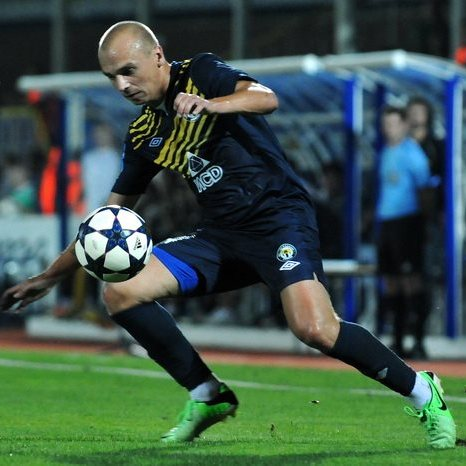
Бывший игрок сборной Украины Денис Голайдо завершил спортивную карьеру в Премьер-лиге КФС

Более 200 матчей в Премьер-лиге КФС в своём активе имеют Арсен Абляметов, Дмитрий Матвиенко, Длявер Нуридинов и Евгений Одинцов. Первым, кто преодолел отметку в 50 забитых мячей, стал нападающий Редван Османов. Ряд игроков, выступающих в Премьер-лиге КФС, ранее имели опыт игры за национальные сборные: Денис Голайдо (Украина), Фархат Мусабеков (Кыргызстан), Артём Забун (Молдавия), Казбек Гетериев (Казахстан). В «Алустон-ЮБК» выступал Ислом Зоиров, заигранный ранее за Таджикистан, но получивший трёхлетнюю дисквалификацию за игру на тотализаторе за несколько месяцев до переезда в Крым. Первым бразильцем в Премьер-лиге Крыма был Лукас Брамбилла, игравший в 2017 году за «Крымтеплицу».
Журналист издания «Профиль» Иван Дмитриенко сравнивал спортивный уровень и антураж Премьер-лиги Крыма с любительским региональным первенством. Денис Голайдо, выступавший в Премьер-лиге КФС, оценивал турнир как «слабый» и сопоставимый с Второй лигой Украины или России. Несмотря на это свой путь в большом футболе в Премьер-лиге Крыма начинали Даниил Хлусевич и Владимир Сычевой, которые в дальнейшем перебрались в РФПЛ и были заиграны за сборную России. По состоянию на 2023 год из 212 футболистов Премьер-лиги КФС 98 имели футбольное гражданство Украины.
Низкий уровень крымского чемпионата и отсутствие матчей с командами не из Крыма привёл к тому, что посещаемость матчей заметно упала и составляла около 120 зрителей в среднем. Такая ситуация очень контрастировала со временем, когда крымские команды играли в украинских соревнованиях, а домашние матчи того же «Севастополя» собирали полный стадион. Общая посещаемость в Премьер-лиге КФС в первой половине сезона 2018/19 составила 28 190 зрителей. Согласно опросу, проведённому проектом «Крымский мониторинг» в 2016 году, о существовании Премьер-лиги КФС знали лишь 20 % жителей Симферополя.

## Действующие участники
В сезоне 2023 в Премьер-лиге Крыма участвуют:
- Алустон-ЮБК (Алушта)
- Кызылташ (Бахчисарай)
- Океан (Керчь)
- Рубин (Ялта)
- Севастополь (Севастополь)
- Спарта-КТ (Молодёжное)
- Таврия (Симферополь)
- Черноморец (Севастополь)

## Победители и призёры
| Сезон   | Чемпион     | Второе место | Третье место |                      | Тренер-победитель                | Лучший бомбардир | Г      | Ист. |
| 2015/16 | ТСК-Таврия  | СКЧФ         | Бахчисарай   | Сергей Шевченко      | Никита Коляев (Океан/ТСК-Таврия) | 15               | [ 85 ] |      |
| 2016/17 | Севастополь | Крымтеплица  | Евпатория    | Алексей Грачёв       | Длявер Нуридинов (Евпатория)     | 16               | [ 86 ] |      |
| 2017/18 | Евпатория   | Севастополь  | ТСК-Таврия   | Владимир Мартынов    | Редван Османов (Севастополь)     | 14               | [ 87 ] |      |
| 2018/19 | Севастополь | ТСК-Таврия   | Крымтеплица  | Станислав Гудзикевич | Редван Османов (Севастополь)     | 17               | [ 88 ] |      |
| 2019/20 | Евпатория   | Крымтеплица  | Севастополь  | Алексей Грачёв       | Владимир Сычевой (Крымтеплица)   | 16               | [ 89 ] |      |
| 2020/21 | Севастополь | Гвардеец     | Евпатория    | Олег Лещинский       | Артур Айметдинов (Севастополь)   | 19               | [ 90 ] |      |
| 2021/22 | ТСК-Таврия  | Севастополь  | Алустон-ЮБК  | Андрей Юдин          | Артём Забун (ТСК-Таврия)         | 14               | [ 91 ] |      |
| 2022    | Севастополь | Рубин        | Океан        | Станислав Гудзикевич | Амаяк Апозян (Океан)             | 12               | [ 92 ] |      |
| 2023    | Таврия      | Кызылташ     | Океан        | Борис Белошапка      | Илья Юрченко (Алустон-ЮБК)       | 15               | [ 93 ] |      |
| 2024    | Таврия      | Спарта-КТ    | Кызылташ     | Борис Белошапка      | Бека Джанелидзе (Спарта-КТ)      | 35               | [ 94 ] |      |

### По клубам

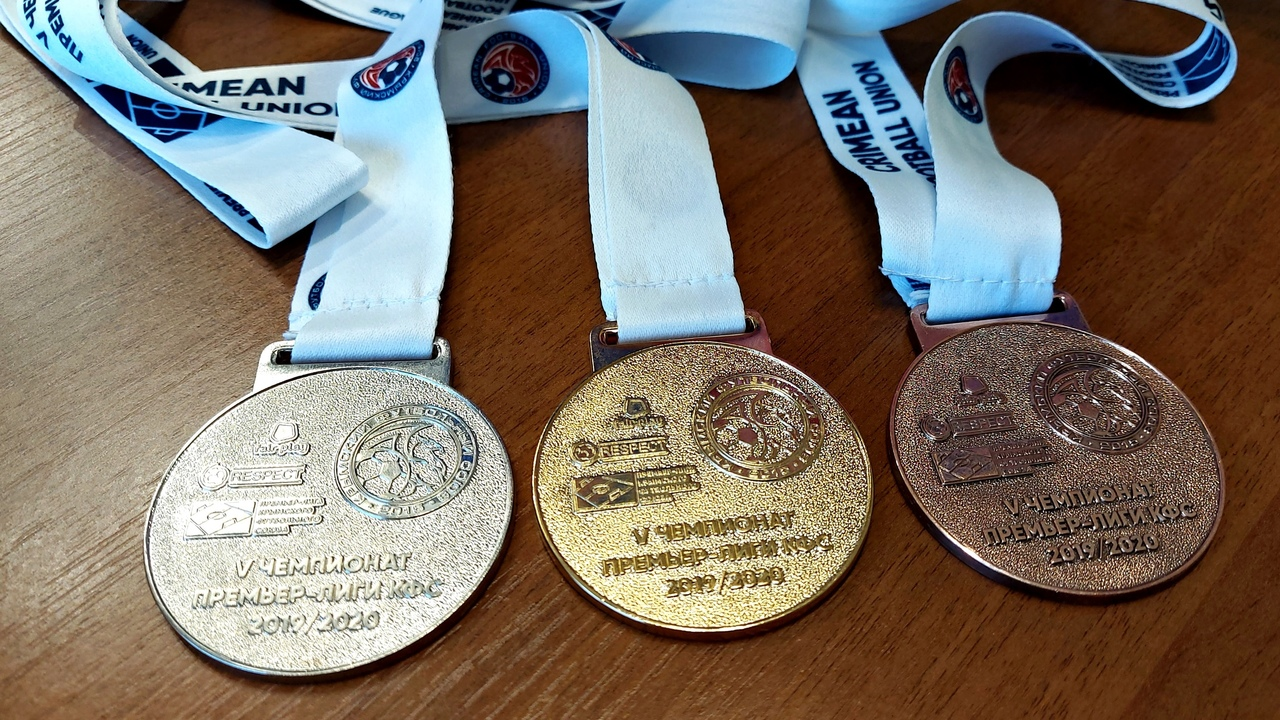
Медали Премьер-лиги КФС сезона 2019/20

| Побед | Клуб        | Чемпионские сезоны              |
| ----- | ----------- | ------------------------------- |
| 4     | Севастополь | 2016/17, 2018/19, 2020/21, 2022 |
| 4     | Таврия      | 2015/16, 2021/22, 2023, 2024    |
| 2     | Евпатория   | 2017/18, 2019/20                |

## Выбывание и повышение
Команда, занявшая последнее место в Премьер-лиге, автоматически выбывает в Открытый чемпионат Крыма среди любительских команд, а победитель чемпионата среди любительских команд выходит в Премьер-лигу. Команда, ставшая седьмой в ПЛ, играет переходные матчи против серебряного призёра любительского чемпионата.
| Сезон   | 7-я команда ПЛ  | 2-я команда Д2      | Матч № 1 | Матч № 2 |
| ------- | --------------- | ------------------- | -------- | -------- |
| 2015/16 | Рубин           | Гвардеец            | 2:1      | 1:0      |
| 2017/18 | Кафа            | Инкомспорт-Авангард | 1:2      | 2:3      |
| 2018/19 | Инкомспорт      | Черноморец          | 4:5      | 4:0      |
| 2019/20 | Фаворит ВД-Кафа | Черноморец          | 2:1      | 3:2      |
| 2020/21 | Кызылташ        | Ялта                | 1:2      | 3:0      |
| 2021/22 | Океан           | Спарта-КТ           | 1:0      | 2:2      |

## Статистика и награды

### Рекорды
- Самый посещаемый матч: 5100 зрителей на стадионе СКС 22 августа 2015 года. Играли СКЧФ — ТСК-Таврия (2:2)[96]
- Самая большая победа: 11:0 в матче между «Таврией» и «Алуштой» 25 августа 2024 года[97]

- Наибольшее количество побед за сезон: 23 (Таврия в сезоне 2024)
- Наибольшее количество ничьих за сезон: 11 (ТСК-Таврия в сезоне 2018/19)
- Наибольшее количество поражений за сезон: 26 (Алушта-КФУ в сезоне 2024)
- Наибольшее количество забитых голов за сезон: 106 (Таврия в сезоне 2024)
- Наибольшее количество пропущенных голов за сезон: 145 (Алушта-КФУ в сезоне 2024)
- Наибольшее количество красных карточек за матч: три игрока «Кызылташа» были удалены 17 сентября 2023 года в матче против «Океана» (1:3)[98]
- Наибольшее количество голов за сезон: Бека Джанелидзе забил 35 голов в 2024 году за Спарту-КТ[94]
- Самый возрастной игрок: в 47 лет 15 дней свой последний матч провёл Олег Коваленко (в составе «Гвардии» 10 ноября 2024)[99]
- Самый молодой игрок: в 16 лет 4 месяца 1 день дебютировал Илья Копцев (в матче за «Таврию» 25 августа 2024 года)[100]

### Общая статистика
| 2015/16 | 112  | 121 931 | 1 088 | 306  | 2.73 | 20  | 498  | 4.45 | 29  | 0.26 | [ 101 ] |
| 2016/17 | 112  | 100 650 | 898   | 365  | 3.26 | 25  | 545  | 4.87 | 38  | 0.34 | [ 102 ] |
| 2017/18 | 112  | 68 789  | 614   | 343  | 3.06 | 35  | 494  | 4.41 | 21  | 0.19 | [ 103 ] |
| 2018/19 | 112  | 50 500  | 450   | 314  | 2.80 | 25  | 507  | 4.53 | 17  | 0.15 | [ 104 ] |
| 2019/20 | 112  | 36 695  | 327   | 355  | 3.17 | 34  | 525  | 4.69 | 25  | 0.22 | [ 105 ] |
| 2020/21 | 112  | 13 458  | 120   | 339  | 3.03 | 26  | 573  | 5.12 | 32  | 0.29 | [ 106 ] |
| 2021/22 | 103  | 16 944  | 164   | 300  | 2.91 | 30  | 509  | 4.94 | 28  | 0.27 | [ 107 ] |
| 2022    | 55   | 19 680  | 357   | 195  | 3.55 | 26  | 237  | 4.31 | 12  | 0.22 | [ 108 ] |
| 2023    | 86   | 44 410  | 516   | 271  | 3.15 | 35  | 382  | 4.44 | 27  | 0.31 | [ 109 ] |
| 2024    | 112  | 36 630  | 327   | 519  | 4.63 | 72  | 482  | 4.30 | 42  | 0.38 | [ 110 ] |
| Всего   | 1028 | 509 687 | 3773  | 3307 | 3.21 | 328 | 4752 | 4.62 | 271 | 0.26 | -       |

### Суммарная таблица всех сезонов
Таблица обновлена по окончании сезона 2024 года.

| №  | Команда             | С  | И   | В   | Н  | П   | ГЗ  | ГП  | РМ   | О   |
| -- | ------------------- | -- | --- | --- | -- | --- | --- | --- | ---- | --- |
| 1  | Таврия              | 10 | 262 | 158 | 50 | 54  | 526 | 263 | +263 | 524 |
| 2  | Севастополь         | 9  | 224 | 139 | 45 | 40  | 493 | 240 | +253 | 462 |
| 3  | Евпатория           | 7  | 196 | 104 | 28 | 64  | 371 | 236 | +135 | 340 |
| 4  | Океан               | 10 | 262 | 91  | 49 | 122 | 342 | 416 | -74  | 322 |
| 5  | Кызылташ            | 8  | 206 | 83  | 41 | 82  | 359 | 301 | +58  | 290 |
| 6  | Крымтеплица         | 5  | 140 | 75  | 29 | 36  | 245 | 142 | +103 | 254 |
| 7  | Алустон-ЮБК         | 8  | 206 | 52  | 30 | 124 | 237 | 441 | -204 | 186 |
| 8  | Рубин               | 6  | 140 | 41  | 27 | 72  | 165 | 242 | -77  | 150 |
| 9  | Спарта-КТ           | 3  | 66  | 27  | 11 | 28  | 163 | 102 | +61  | 92  |
| 10 | Гвардеец            | 3  | 84  | 25  | 16 | 43  | 99  | 138 | -39  | 91  |
| 11 | Инкомспорт-Заречное | 3  | 84  | 22  | 9  | 53  | 132 | 219 | -87  | 75  |
| 12 | КФУ-Бахчисарай      | 2  | 56  | 14  | 7  | 35  | 64  | 140 | -76  | 49  |
| 13 | Ялта                | 2  | 42  | 9   | 5  | 28  | 66  | 114 | -48  | 32  |
| 14 | Черноморец          | 1  | 24  | 7   | 5  | 12  | 27  | 50  | -23  | 26  |
| 15 | Гвардия             | 1  | 28  | 8   | 2  | 18  | 41  | 71  | -30  | 26  |
| 16 | Беркут              | 1  | 28  | 1   | 7  | 20  | 18  | 61  | -43  | 10  |
| 17 | Алушта-КФУ          | 1  | 28  | 1   | 1  | 26  | 19  | 145 | -126 | 4   |

### Все участники чемпионата и их места
| Сезон               | 15/16 | 16/17 | 17/18 | 18/19 | 19/20 | 20/21 | 21/22 | 2022 | 2023 | 2024 |
| ------------------- | ----- | ----- | ----- | ----- | ----- | ----- | ----- | ---- | ---- | ---- |
| Севастополь         | 2     | 1     | 2     | 1     | 3     | 1     | 2     | 1    | 7    | -    |
| ТСК-Таврия          | 1     | 5     | 3     | 2     | 4     | 5     | 1     | 4    | 1    | 1    |
| Евпатория           | 4     | 3     | 1     | 5     | 1     | 3     | 4     | -    | -    | -    |
| Крымтеплица         | -     | 2     | 4     | 3     | 2     | 4     | -     | -    | -    | -    |
| Кызылташ            | -     | -     | 5     | 6     | 5     | 7     | 5     | 5    | 2    | 3    |
| Океан               | 5     | 4     | 6     | 4     | 6     | 6     | 8     | 3    | 3    | 4    |
| Спарта-КТ           | -     | -     | -     | -     | -     | -     | -     | 6    | 6    | 2    |
| Рубин               | 7     | 7     | 8     | -     | -     | -     | 6     | 2    | 8    | -    |
| Гвардеец            | -     | -     | -     | 8     | -     | 2     | 7     | -    | -    | -    |
| Алустон-ЮБК         | 6     | 6     | 7     | -     | 7     | 8     | 3     | 7    | 5    | -    |
| КФУ-Бахчисарай      | 3     | 8     | -     | -     | -     | -     | -     | -    | -    | -    |
| Черноморец          | -     | -     | -     | -     | -     | -     | -     | -    | 4    | -    |
| Ялта                | -     | -     | -     | -     | -     | -     | -     | 8    | -    | 5    |
| Гвардия             | -     | -     | -     | -     | -     | -     | -     | -    | -    | 6    |
| Инкомспорт-Заречное | -     | -     | -     | 7     | 8     | -     | -     | -    | -    | 7    |
| Алушта-КФУ          | -     | -     | -     | -     | -     | -     | -     | -    | -    | 8    |
| Беркут              | 8     | -     | -     | -     | -     | -     | -     | -    | -    | -    |

- Жирным шрифтом выделены участники Чемпионата сезона-2024

### Индивидуальные награды футболистов
| Сезон   | Лучший игрок                 | Лучший вратарь                   | Лучший защитник                                           | Лучший полузащитник           | Лучший нападающий              |
| ------- | ---------------------------- | -------------------------------- | --------------------------------------------------------- | ----------------------------- | ------------------------------ |
| 2015/16 | Антон Монахов (ТСК-Таврия)   | Вячеслав Базилевич (ТСК-Таврия)  | Роллан Погорельцев (ТСК-Таврия)                           | Сергей Ференчак (СКЧФ)        | Денис Шевчук (СКЧФ)            |
| 2016/17 | Длявер Нуридинов (Евпатория) | Максим Шумайлов (Океан)          | Роман Климентовский (Севастополь)                         | Иван Войтенко (Евпатория)     | Игорь Мельник (Крымтеплица)    |
| 2017/18 | Антон Монахов (Таврия)       | Виталий Троцкий (Евпатория)      | Максим Давидчук (Евпатория)                               | Дилявер Нуридинов (Евпатория) | Редван Османов (Севастополь)   |
| 2018/19 | Редван Османов (Севастополь) | Вячеслав Базилевич (Крымтеплица) | Антон Монахов (ТСК-Таврия) Артур Новотрясов (Крымтеплица) | Длявер Нуридинов (Евпатория)  | Редван Османов (Севастополь)   |
| 2019/20 | Даниил Наговицин (Кызылташ)  | Владислав Суслов (Евпатория)     | Андрей Васянович (Евпатория)                              | Иван Войтенко (Евпатория)     | Владимир Сычевой (Крымтеплица) |
| 2020/21 | Длявер Нуридинов (Евпатория) | Сергей Науменко (Севастополь)    | Сергей Шестаков (Океан)                                   | Длявер Нуридинов (Евпатория)  | Захар Тарасенко (Севастополь)  |
| 2021/22 | Артём Забун (ТСК-Таврия)     | Александр Шубин (ТСК-Таврия)     | Антон Монахов (ТСК-Таврия)                                | Кирилл Клыша (ТСК-Таврия)     | Артём Забун (ТСК-Таврия)       |
| 2022    | Андрей Кива (Севастополь)    | Сергей Науменко (Севастополь)    | Владимир Пшеничников (Рубин)                              | Максим Супрун (Севастополь)   | Амаяк Апозян (Океан)           |
| 2023    | Редван Мемешев (Кызылташ)    | Никита Репин (Кызылташ)          | Антон Шендрик (Таврия)                                    | Андрей Кива (Черноморец)      | Андрей Гайдаш (Таврия)         |
| 2024    | Андрей Гайдаш (Таврия)       | Валентин Манякин (Таврия)        | Владимир Яцук (Океан)                                     | Георгий Каргинов (Кызылташ)   | Бека Джанелидзе (Спарта-КТ)    |

### Индивидуальные награды арбитров
| Сезон   | Лучший судья                | Лучший помощник                   | Лучший инспектор                |
| ------- | --------------------------- | --------------------------------- | ------------------------------- |
| 2015/16 | Юрий Волков (Симферополь)   | Дмитрий Домников (Симферополь)    |                                 |
| 2016/17 | Роман Бохняк (Севастополь)  | Вячеслав Малокостов (Севастополь) |                                 |
| 2017/18 | Юрий Вакс (Симферополь)     | Михаил Вериковский (Симферополь). |                                 |
| 2018/19 | Юрий Вакс (Симферополь)     | Дмитрий Домников (Симферополь)    | Анатолий Олейник (Симферополь). |
| 2019/20 | Олег Лапишко (Симферополь)  | Александр Плахотнюк (Евпатория)   | Сергей Огарь (Севастополь)      |
| 2020/21 | Олег Лапишко (Симферополь)  | Дмитрий Домников (Симферополь)    | Владимир Сиренко (Ялта)         |
| 2021/22 | Александр Крещик (Саки)     | Арсен Мамутов (Евпатория)         | Дмитрий Шалычев (Симферополь)   |
| 2022    | Роман Довбня (Симферополь). | Эрнест Бекиров (Первомайское)     | Виталий Викторов (Симферополь)  |
| 2023    | Александр Крещик (Саки)     | Рефат Максудов (Раздольное)       | Александр Бойцан (Симферополь)  |
| 2024    | Никита Сугак (Севастополь)  | Алексей Гребинчик (Бахчисарай)    | Сергей Огарь (Севастополь)      |

### Список хет-триков
| №  | Игрок                  | Клуб                | Соперник            | Счёт | Дата             | Ист.    |
| -- | ---------------------- | ------------------- | ------------------- | ---- | ---------------- | ------- |
| 1  | Денис Шевчук           | СКЧФ                | Бахчисарай          | 4:1  | 10 апреля 2016   | [ 119 ] |
| 2  | Игорь Мельник (4)      | Крымтеплица         | Севастополь         | 4:1  | 21 августа 2016  | [ 120 ] |
| 3  | Сергей Мельник         | Крымтеплица         | Рубин               | 3:0  | 4 сентября 2016  | [ 121 ] |
| 4  | Евгений Прокопенко     | Севастополь         | Океан               | 6:0  | 26 марта 2017    | [ 122 ] |
| 5  | Руслан Платон          | ТСК-Таврия          | КФУ-Бахчисарай      | 3:1  | 13 мая 2017      | [ 123 ] |
| 6  | Александр Субботин (4) | Кафа                | КФУ-Бахчисарай      | 8:0  | 21 мая 2017      | [ 124 ] |
| 7  | Денис Головещенко (4)  | Кафа                | КФУ-Бахчисарай      | 8:0  | 21 мая 2017      | [ 124 ] |
| 8  | Евгений Одинцов        | ТСК-Таврия          | Кызылташ            | 3:1  | 19 августа 2017  | [ 125 ] |
| 9  | Редван Османов         | Севастополь         | Кафа                | 8:2  | 22 октября 2017  | [ 126 ] |
| 10 | Евгений Прокопенко     | Севастополь         | Кафа                | 8:2  | 22 октября 2017  | [ 126 ] |
| 11 | Редван Османов         | Севастополь         | Гвардеец            | 3:1  | 16 марта 2019    | [ 127 ] |
| 12 | Владислав Алексин      | Крымтеплица         | Гвардеец            | 3:0  | 31 марта 2019    | [ 128 ] |
| 13 | Николай Хомич          | Евпатория           | Инкомспорт          | 5:0  | 24 апреля 2019   | [ 129 ] |
| 14 | Редван Османов         | Севастополь         | Кызылташ            | 5:3  | 19 мая 2019      | [ 130 ] |
| 15 | Владимир Сычевой       | Крымтеплица         | Инкомспорт          | 5:0  | 31 августа 2019  | [ 131 ] |
| 16 | Длявер Нуридинов       | Евпатория           | Океан               | 4:1  | 13 октября 2019  | [ 132 ] |
| 17 | Николай Хомич          | Евпатория           | ТСК-Таврия          | 4:0  | 9 ноября 2019    | [ 133 ] |
| 18 | Антон Шевчук           | Кызылташ            | Океан               | 5:0  | 17 ноября 2019   | [ 134 ] |
| 19 | Владимир Сычевой       | Крымтеплица         | Океан               | 6:1  | 11 июля 2020     | [ 135 ] |
| 20 | Дмитрий Иванов         | Инкомспорт          | Севастополь         | 4:2  | 19 июля 2020     | [ 136 ] |
| 21 | Антон Извеков          | Океан               | Кызылташ            | 4:3  | 30 августа 2020  | [ 137 ] |
| 22 | Асланбек Сикоев        | Крымтеплица         | Океан               | 4:1  | 7 ноября 2020    | [ 138 ] |
| 23 | Артур Айметдинов       | Севастополь         | Гвардеец            | 4:1  | 21 ноября 2020   | [ 139 ] |
| 24 | Артур Айметдинов       | Севастополь         | Фаворит-ВД Кафа     | 8:0  | 29 мая 2021      | [ 140 ] |
| 25 | Антон Пенчелюзов       | Севастополь         | Фаворит-ВД Кафа     | 8:0  | 29 мая 2021      | [ 140 ] |
| 26 | Длявер Нуридинов       | Евпатория           | Фаворит-ВД Кафа     | 7:2  | 6 июня 2021      | [ 141 ] |
| 27 | Игорь Дудов            | Гвардеец            | Океан               | 4:1  | 24 ноября 2021   | [ 142 ] |
| 28 | Редван Османов         | Севастополь         | Рубин               | 6:1  | 4 мая 2022       | [ 143 ] |
| 29 | Антон Пенчелюзов       | Рубин               | Кызылташ            | 6:0  | 8 октября 2022   | [ 144 ] |
| 30 | Максим Супрун          | Севастополь         | Рубин               | 5:1  | 12 октября 2022  | [ 145 ] |
| 31 | Александр Рыболовлев   | Севастополь         | Крымтеплица         | 7:4  | 30 октября 2022  | [ 146 ] |
| 32 | Игорь Дудов            | ТСК-Таврия          | Алустон-ЮБК         | 6:2  | 5 ноября 2022    | [ 147 ] |
| 33 | Илья Юрченко (4)       | Алустон-ЮБК         | Черноморец          | 5:0  | 17 мая 2023      | [ 148 ] |
| 34 | Редван Османов         | Таврия              | Океан               | 6:0  | 27 мая 2023      | [ 149 ] |
| 35 | Редван Османов         | Таврия              | Черноморец          | 4:0  | 31 мая 2023      | [ 150 ] |
| 36 | Михаил Губанов (4)     | Ялта                | Алушта-КФУ          | 7:0  | 6 апреля 2024    | [ 151 ] |
| 37 | Эрнес Годжен           | Гвардия             | Инкомспорт-Заречное | 5:1  | 13 апреля 2024   | [ 152 ] |
| 38 | Бека Джанелидзе (5)    | Спарта-КТ           | Инкомспорт-Заречное | 7:2  | 15 мая 2024      | [ 153 ] |
| 39 | Редван Мемешев         | Кызылташ            | Инкомспорт-Заречное | 9:0  | 8 июня 2024      | [ 154 ] |
| 40 | Юрий Зыгарь            | Гвардия             | Алушта-КФУ          | 6:0  | 8 июня 2024      | [ 155 ] |
| 41 | Заур Цакоев            | Кызылташ            | Алушта-КФУ          | 10:0 | 15 июня 2024     | [ 156 ] |
| 42 | Бека Джанелидзе        | Спарта-КТ           | Ялта                | 5:1  | 16 июня 2024     | [ 157 ] |
| 43 | Михаил Губанов (4)     | Ялта                | Гвардия             | 5:2  | 22 июня 2024     | [ 158 ] |
| 44 | Бека Джанелидзе        | Спарта-КТ           | Инкомспорт-Заречное | 5:1  | 29 июня 2024     | [ 159 ] |
| 45 | Дмитрий Матвиенко      | Таврия              | Алушта-КФУ          | 11:0 | 25 августа 2024  | [ 160 ] |
| 46 | Бека Джанелидзе        | Спарта-КТ           | Алушта-КФУ          | 6:0  | 31 августа 2024  | [ 161 ] |
| 47 | Денис Малышев          | Инкомспорт-Заречное | Алушта-КФУ          | 7:2  | 21 сентября 2024 | [ 162 ] |
| 48 | Артём Забун            | Таврия              | Спарта-КТ           | 4:1  | 22 сентября 2024 | [ 163 ] |
| 49 | Бека Джанелидзе        | Спарта-КТ           | Гвардия             | 4:1  | 6 октября 2024   | [ 164 ] |
| 50 | Данила Лукиных (6)     | Спарта-КТ           | Алушта-КФУ          | 8:1  | 20 октября 2024  | [ 165 ] |
| 51 | Георгий Каргинов       | Кызылташ            | Инкомспорт-Заречное | 7:1  | 26 октября 2024  | [ 166 ] |
| 52 | Дмитрий Матвиенко      | Таврия              | Спарта-КТ           | 6:0  | 10 ноября 2024   | [ 167 ] |
| 53 | Бека Джанелидзе        | Спарта-КТ           | Инкомспорт-Заречное | 4:3  | 16 ноября 2024   | [ 168 ] |
| 54 | Заур Цакоев (4)        | Кызылташ            | Ялта                | 6:1  | 16 ноября 2024   | [ 169 ] |